# Лак (пигмент)
Лак (фр. lac, итал. lago, нем. Lack, англ. lake, также уст. бакан) — тип пигмента в котором растворимый краситель осаждается на носитель, обычно квасцы. В отличие от нерастворимых пигментов, таких как киноварь или ультрамарин, органические красители, часто растительного или животного происхождения, растворимы в воде и для использования в красках должны быть связаны с инертным бесцветным носителем. Многие лаки имеют низкую светостойкость из-за свойств красителя. Красные лаки часто использовались в художественных произведения ренессанса и барокко, обычно в виде прозрачных лессировок, для изображения ярких цветов тканей.

## Этимология
Слово лак происходит от слова lac, которым в западноевропейских языках обозначалась смола (шеллак). Слово имеет тот же корень, что и слово лак (lacquer) и происходит от индийского (хинди लाह — laah), через арабский (араб. لاك‎ — lak) и персидский (перс. لاک‎ — lak) языки.

## Химия

Типичный лаковый пигмент — Литол рубин БК

Многие пигменты-лаки являются азо-красителями, с сульфонатными или карбоксилатными заместителями, придающие хромофору отрицательный заряд. Металлическая соль, служащая основанием лака, должна быть инертной, нерастворимой в связующем веществе и бесцветной. Органический компонент пигмента определяет длину волны поглощенного и отраженного света. В античности основанием служили мел, белая глина или дробленые кости животных. Сегодня для этой цели часто используются сульфат бария, сульфат кальция, гидроксид алюминия и оксид алюминия (квасцы).

## В искусстве

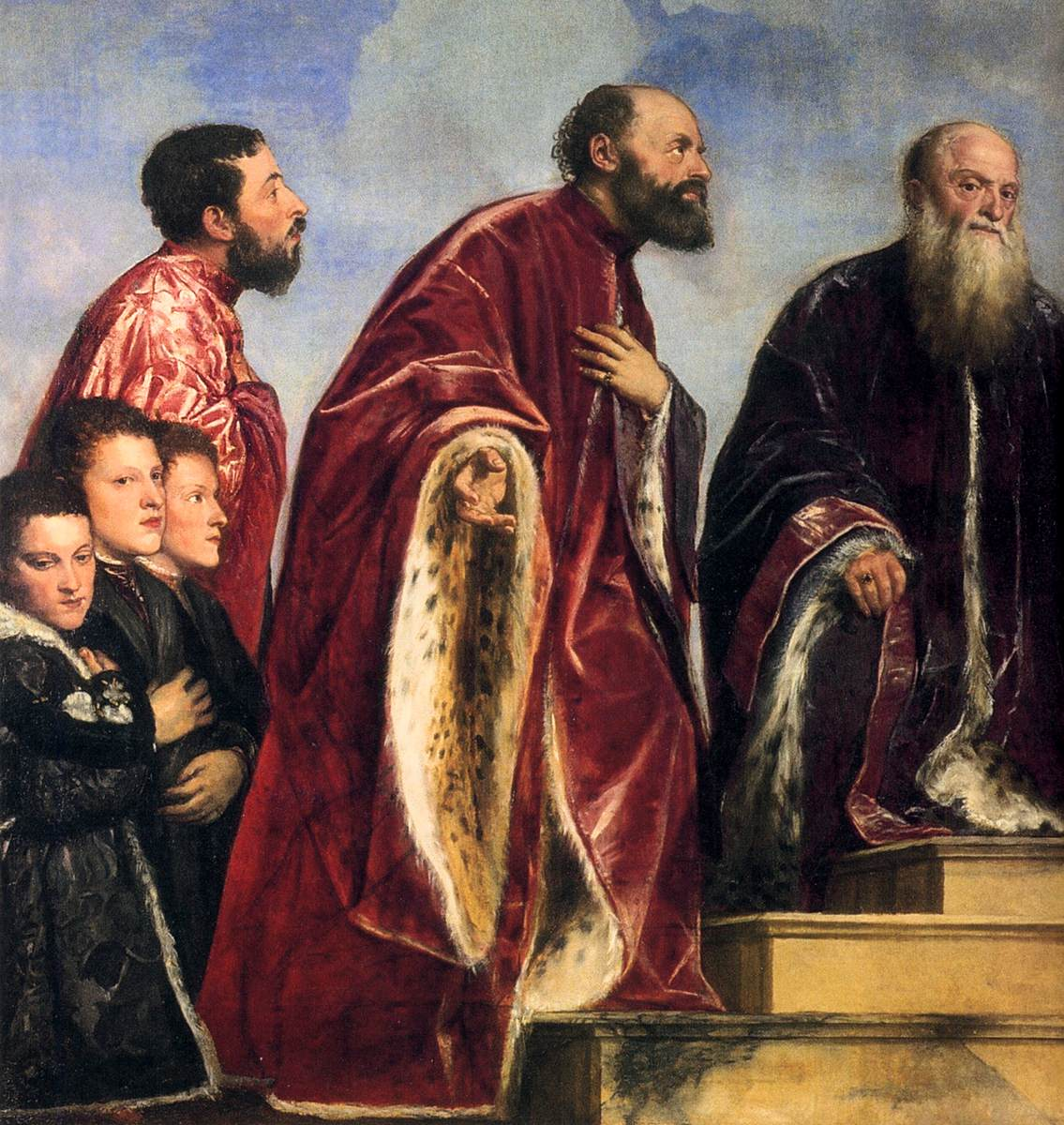
Тициан использовал лессировки красными лаками для создания яркого-алого цвета одежд. «Семья Вендрамин, поклонение реликвии Истинного Креста», закончено ок. 1550-1560 (фрагмент).

Пигменты-лаки имеют долгую историю использования в искусстве. Некоторые производились на протяжении многих лет и распространялись на большие расстояния. Особенно значимыми в истории искусств были красные лаки, которые часто использовались в лессировках по непрозрачному пигменту, например киновари, либо смешивались с белилами и киноварью для получения глубокого красного цвета. Часто использовались Тицианом и другими венецианскими художниками XV века для изображения ярких тканей.
- Натуральный индиго производился из листьев вайды и был известен уже в Древнем Египте. В позднем  средневековье мода на текстиль, окрашенный вайдой, привела к чрезмерному выращиванию растения и истощению почвы во многих частях Европы. После активизации торговли с Востоком, продукт, полученный из растения индигофера стал активно импортироваться из Индии, заменив вайду, а ее производство стало в Европе экономически невыгодным. Сейчас краситель синтезируется химически. И краситель и пигмент не светостойки[5].
- Краплак изначально производился из корня марены. Основным красителем корня является ализариновый красный, производимый в наше время синтетически. Поскольку краситель и пигмент не светостойки, в современном искусстве они обычно заменяются кинахридоновыми[англ.] пигментами [6].
- Традиционно, кармин производился из кошенильного червеца из Центральной и Южной Америки. Во время испанского завоевания Империи Ацтеков (1518-1521), испанцы сталкивались с ацтекскими воинами, раскрашенными в красный цвет. Кошениль быстро стала второй статьей экспорта в Европу, после серебра. Испанцы на протяжении многих веков тщательно охраняли метод производства красителя[7]. Карминовая кислота, — органическое соединение, дающее кармину цвет, была синтезирована в лаборатории лишь в 1991 году[8].

Индиго и краплак в настоящий момент производится синтетически, хотя натуральные продукты находят свое применение у художников и реставраторов. Кошениль используется в косметической и пищевой промышленности.